# Club Baloncesto Isla Única
El Club Baloncesto Isla Única de Tenerife fue un club español de baloncesto femenino de Santa Cruz de Tenerife.

## Historia
El club fue fundado como CB Isla de Tenerife en 2012 como una fusión entre Uni Tenerife y CB Isla de Tenerife. Como CB Isla de Tenerife, más conocido como Symel Tenerife por razones de patrocinio, jugó en la LFB hasta 2003, y realizó varias apariciones en la Copa Ronchetti, alcanzando los cuartos de final en 1995. Después de la relegación en 2014, el club se disolvió debido a sus problemas financieros y los problemas administrativos para registrar el equipo.

## Temporadas
| Temporada | Liga            | Puesto |
| --------- | --------------- | ------ |
| 2012-13   | Liga Femenina 2 | 11.º   |
| 2013-14   | Liga Femenina 2 | 11.º   |